# Olivie Coco Rafajová
Olivie Coco Rafajová známá pod uměleckým jménem Coco (* 4. února 2011) je česká dětská herečka, zpěvačka a dabérka.

## Život
Je vnučkou české zpěvačky Petry Černocké. Její matka je zpěvačka, herečka a novinářka Barbora Vaculíková. Jejím otcem byl filmový producent, internetový investor a podnikatel Pepe Rafaj.

### Životopis
Coco se již od mládí věnuje zpěvu, herectví a dabingu, je členkou Dismanova dětského rozhlasového souboru. Za svou roli Tabithy ve filmu Mimi šéf: Rodinný podnik byla v roce 2022 nominována na Cenu Františka Filipovského.

## Dabing
Nadabovala a nazpívala složitou roli Matildy podle Roalda Dahla.
Seznam filmů a seriálů, ve kterých Coco dabovala:

### Filmy
- 2023 Dnes v noci spíš se mnou – Magdalena Groszek (Zuzia)
- 2022 9 kulek [dabing Prima] – Dean Scott Vazquez (Sam)
- 2022 Dvanáct do tuctu – Mykal-Michelle Harris (Luna)
- 2022 Furioza – Nel Olencka (Mela)
- 2022 Hlasiťákovi o Vánocích – Charlotte Ann Tucker (Lily)
- 2022 Láska ve Vermontu – Coral Humphrey (Sabrina)
- 2022 Matilda Roalda Dahla: Muzikál – Alisha Weir (Matilda Kazisvětová)
- 2022 Mladý Mesiáš – Lois Ellington (Salome)
- 2022 Nejhorší člověk na světě – Karla Nitteberg Aspelin (Anna)
- 2022 Obrácená věž – Laura Vahtre (Ariel)
- 2022 Pevné pouto – Keira Bennett (Chance)
- 2022 Proměna – Lily Sanfelippo (Stacy Fricková)
- 2022 Rozhodující set – Alexandre Angelo Bettanini (Gaspard)
- 2022 Star Wars: Vize – Vesnická nevěsta (mladá Asu)
- 2022 Stíny Manhattanu – Madison Elizabeth Lagares (Sally)
- 2022 Vánoční psaní (Twina)
- 2021 Čtyři děti a skřítek – Ellie-Mae Siame (Maudie)
- 2021 Greenland: Poslední úkryt – Madison Johnson (Ellie Jonesová)
- 2021 Halloween [dabing Filmbox] – Kyle Richards (Lindsey)
- 2021 Chlapec, kterému říkají Vánoce – Indica Watson (Little Noosh)
- 2021 Chlapi sobě – Emily Delahunty (dívka 1)
- 2021 Kouzelný drak – Alyssa Abiera (malá Li Na)
- 2021 Magic Camp – Isabella Crovetti (Ruth)
- 2021 Mimi šéf: Rodinný podnik – Ariana Greenblatt (Tabitha Templetonová)
- 2021 Mimi šéf: Vánoční bonus – Ariana Greenblatt (Tabitha)
- 2021 Nikdo – Paisley Cadorath (Abby Mansellová)
- 2021 Otcovství – Melody Hurd (Maddy)
- 2021 Respect – Skye Dakota Turner (malá Aretha Franklinová)
- 2021 Viník – Christiana Montoya (Abby – hlas)
- 2021 Vzácná Templetonová: Příběh poníka – Ariana Greenblatt (Tabitha Templetonová)
- 2020 Dávka štěstí – Sofiya Borisova (Valya)
- 2020 Marona vypráví svůj příběh – Shirelle Mai-Yvart (malá Solange)
- 2020 Pod širým nebem – Elisa López Pinilla (Sestra)
- 2020 Tajemství: Odvaha snít – Chloe Lee (Bess)
- 2019 Na Chesilské pláži – Bronte Carmichael (Chloe))

### Seriály
- 2022 Blue – 3.série (Bingo)
- 2022 Mimi šéf: Zpátky v kolébce – 1.série – Ariana Greenblatt (Tabitha)
- 2022 Od nuly – 1.série – Isla Colbert (Idalia)
- 2022 Ridley Jonesová: Strážkyně muzea – 4.série – Julieta Cortes (Lemur)
- 2022 Tajemné bratrstvo pana Benedikta – 2.série – Marta Kessler (Konstance Kontrová)
- 2022 Vědátorka Ada Twistová – 3.série – Amanda Christine (Ada Twistová)
- 2019 Dalmatinská 101 – Nefeli Karakosta (Dizzy)